# Parablatticida aligarhensis
Parablatticida aligarhensis är en stekelart som beskrevs av Hayat 2003. Parablatticida aligarhensis ingår i släktet Parablatticida och familjen sköldlussteklar. Inga underarter finns listade i Catalogue of Life.